# Tatjana Pawlowna Firowa
Tatjana Pawlowna Firowa (russisch Татьяна Павловна Фирова, engl. Transkription Tatyana Firova; * 10. Oktober 1982 in Sarow) ist eine russische Sprinterin, die sich auf den 400-Meter-Lauf spezialisiert hat.

## Werdegang
Sie wurde bei den U23-Europameisterschaften 2003 Dritte über 400 Meter und gewann Gold in der 4-mal-400-Meter-Staffel. Im selben Jahr gewann sie in beiden Disziplinen bei der Universiade in Daegu. 2004 gewann Firowa bei den Olympischen Spielen in Athen mit der russischen Stafette die Silbermedaille, wurde jedoch nur in der Vorrunde eingesetzt. Bei den Weltmeisterschaften 2005 und den Europameisterschaften 2006 war sie Ersatzläuferin der Stafette, die jeweils den Titel gewann.
Am 27. Januar 2008 erreichte Firowa bei einem Hallen-Meeting in Moskau auf der selten gelaufenen Distanz von 600 Metern eine Zeit von 1:25,23 min und belegte damit den dritten Rang der ewigen Weltbestenliste. Bei den Olympischen Spielen 2008 in Peking erreichte sie den sechsten Platz mit 50,11 s. Mit der russischen 4-mal-400-Meter-Stafette gewann sie hinter dem Team der Vereinigten Staaten die Silbermedaille. Bei Nachtests wurde jedoch 2016 das Anabolikum Dehydrochlormethyltestosteron in einer bei den Olympischen Spielen 2008 abgegebenen Dopingprobe Firowas nachgewiesen, Firowa und die Staffel wurden nachträglich disqualifiziert.
Bei den Weltmeisterschaften 2009 in Berlin gewann sie in der 4-mal-400-Meter-Staffel die Bronzemedaille. Im 400-Meter-Lauf der Hallenweltmeisterschaften 2010 in Doha holte sie die Silbermedaille, Zweite wurde sie auch in der Staffel. Bei den Europameisterschaften 2010 in Barcelona gewann sie im 400-Meter-Lauf in persönlicher Bestleistung von 49,89 s die Goldmedaille. Mit der Staffel holte sie kurz darauf einen weiteren Titel.
Für die Weltmeisterschaften 2011 in Daegu konnte sich Firowa nicht qualifizieren. Bei den Olympischen Spielen 2012 in London gewann sie mit der russischen Stafette zum dritten Mal hintereinander die Silbermedaille, bei den Weltmeisterschaften 2013 in Moskau errang sie in der 4-mal-400-Meter-Staffel den Titel. Am 1. Februar 2017 wurde bekannt, dass die 4-mal-400-Meter-Staffel der Frauen aus Russland die Silbermedaille aberkannt wird. Antonina Kriwoschapka war bei Nachtests positiv auf ein anaboles Steroid getestet worden. 2018 wurde der Europameistertitel 2010 der russischen 4-mal-400-Meter-Staffel aberkannt.
Auf Grundlage des McLaren-Reports wurde Firowa 2019 wegen Dopings vom Internationalen Sportgerichtshof rückwirkend gesperrt. Die Sperre dauert beginnend mit dem 9. Juni 2016 vier Jahre. Außerdem wurden alle Ergebnisse zwischen dem 20. August 2008 und dem 31. Dezember 2012 annulliert.
Tatjana Firowa ist 1,74 m und wiegt 59 kg.

## Bestleistungen
- 400 m: 49,72 s, 5. Juli 2012, Tscheboksary
  - Halle: 51,13 s, 13. März 2010, Doha